# Friedrich Lorenz
Friedrich Lorenz OMI (ur. 10 czerwca 1897 w Klein Freden, zm. 13 listopada 1944 w Halle) – niemiecki duchowny rzymskokatolicki, oblat, przeciwnik narodowego socjalizmu. Jest męczennikiem szczecińskim, który w ramach akcji Fall Stettin wymierzonej w Kościół katolicki, został aresztowany i na podstawie wyroku hitlerowskiego sądu wojennego skazany na karę śmierci przez zgilotynowanie.

## Życiorys

### Młodość
Urodził się w Dolnej Saksonii, jego ojciec był listonoszem. W 1902 rodzina przeniosła się do Holdesheim w pobliżu parafii św. Bernarda, gdzie spotkał się z misjonarzami oblatami i służył tam jako ministrant.

### Kapłaństwo
W latach 1911-16 uczył się w niższym seminarium św. Karola prowadzonym przez księży misjonarzy oblatów w holenderskiej części Limburgii, które ukończył pomimo początkowych trudności. Jego dobre oceny w zachowaniu się, ponadto pilność i porządek przyczyniły się do tego, że w sierpniu 1916 został przyjęty do nowicjatu u oblatów, wówczas w klasztorze Najświętszej Marii Panny z Engelportu. Miesiąc później musiał opuścić w klasztor z powodu jego powołanie do armii Cesarstwa Niemieckiego. Jako starszy szeregowy, a później podoficer walczył w pierwszej wojnie światowej na froncie zachodnim pod Sommą i Verdun, dwukrotnie będąc rannym. Z powodu swojego męstwa został odznaczony Krzyżem Żelaznym II klasy. 
Po wojnie powrócił do klasztoru, w którym 25 lipca 1920 złożył pierwsze śluby zakonne, a 25 lipca 1923 śluby wieczyste. 6 lipca 1924 przyjął święcenia kapłańskie z rąk biskupa Josepha Damiana Schmitt - ordynariusza diecezji fuldzkiej. Jego pierwszym zadaniem był udział w misjach ludowych. Wkrótce okazało się, że wygłaszanie kazań nie jest dla niego łatwą profesją. Został przeniesiony do Szczecina, do diaspory, w której katolicy byli w zdecydowanej mniejszości. 
1 września 1939 został ponownie zmobilizowany do Wehrmachtu i skierowany do dywizji piechoty jako kapelan wojskowy. Podczas kampanii wrześniowej wykazał się ofiarnością i męstwem w pracy duszpasterskiej i niesieniu pomocy duchowej żołnierzom na pierwszej linii frontu, za co został ponownie odznaczony Krzyżem Żelaznym. Wśród żołnierzy uchodził za fanatycznego pacyfistę.
Podczas swojej służby dysponował informacją o represjach ze strony nazistów, a skierowanych przeciwko polskim duchownym rzymskokatolickim. Nie wahał się i ostrzegał polskich księży przed prześladowaniami i aresztowaniami dokonywanymi przez SS i gestapo.

### Aresztowanie i męczeńska śmierć
Po kampanii wrześniowej wrócił do Szczecina. W nocy z 4 na 5 lutego 1943 został aresztowany wraz z 40 katolikami, w tym z jedenastoma duchownymi rzymskokatolickimi m.in. ks. Leonhardem Bergerem, ks. Albertem Hirschem, błogosławionym ks. Karolem Lampertem, ks. Herbertem Simoleitem i ks. drem Alfonsem Marią Wachsmannem. Był to skutek prowokacji gestapo skierowanej przeciwko szczecińskim katolikom w ramach akcji Fall Stettin.
Przed sądem trzej szczecińscy duszpasterze usłyszeli trzy zarzuty: słuchanie wrogiej propagandy przez radio, rozkład moralny i sprzyjanie wrogowi. 13 listopada 1944 o godzinie 16 ojciec Friedrich Lorenz OMI został ścięty w Halle, na mocy wyroku sądu wojennego (niem. Reichskriegsgericht) w Torgau z dnia 28 lipca 1944. Jego ciało spalono, a urnę z prochami 3 listopada 1947 umieszczono na klasztornym cmentarzu w Hünfelder.

## Pamięć
W krypcie katedry św. Jadwigi Śląskiej w Berlinie-Mitte znajduje się tablica pamiątkowa ku jego czci

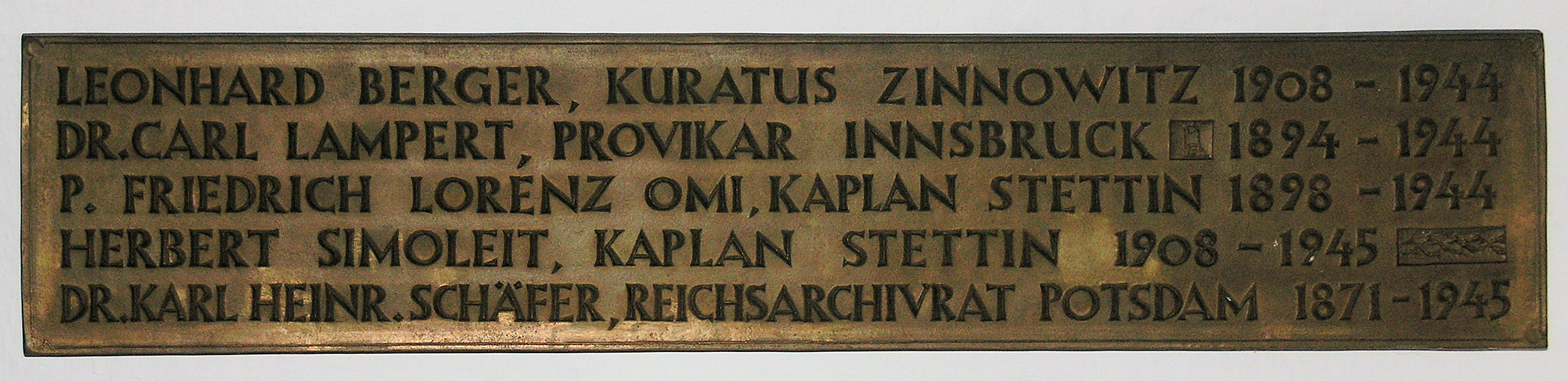
Część tablicy poświęcona pamięci katolików z archidiecezji berlińskiej zamordowanych przez nazistów, znajdująca się w katedrze św Jadwigi Śląskiej w Berlinie